# Mary Queen of Scots (film)
Mary Queen of Scots är en brittisk-amerikansk dramafilm från 2018, i regi av Josie Rourke och skriven av Beau Willimon, baserat på John Guys biografi Queen of Scots: The True Life of Mary Stuart. Saoirse Ronan spelar Skottlands drottning Maria Stuart och Margot Robbie spelar Englands drottning Elizabeth I. Filmen skildrar konflikten mellan de två länderna 1569. Jack Lowden, Joe Alwyn, David Tennant och Guy Pearce har biroller i filmen.
Mary Queen of Scots hade sin världspremiär på AFI Fest den 15 november 2018, släpptes i USA den 7 december 2018 och i Storbritannien den 18 januari 2019. Filmen fick blandade recensioner av recensenter, som gav beröm till dess skådespel (speciellt mellan Ronan och Robbie) och kostymer, men gav kritik för dess manus och flera historiska felaktigheter. Filmen fick tre nomineringar vid BAFTA-galan 2019, och två nomineringar för Bästa kostym och Bästa smink vid Oscarsgalan 2019. Robbie nominerades för en SAG Award respektive en BAFTA Award för bästa kvinnliga biroll.

## Skådespelare
- Saoirse Ronan − Maria Stuart[16]
- Margot Robbie − Drottning Elizabeth I[17]
- Guy Pearce − William Cecil[18][19]
- David Tennant − John Knox[20]
- Jack Lowden − Lord Darnley[21]
- Joe Alwyn − Robert Dudley[22]
- Gemma Chan − Elizabeth Hardwick[23]
- Martin Compston − Earlen av Bothwell[24]
- Ismael Cruz Córdova − David Rizzio[25]
- Brendan Coyle − Matthew Stewart, 4:e earl av Lennox[26]
- Ian Hart − Lord Maitland[27]
- Adrian Lester − Lord Randolph[27]
- James McArdle − Earlen av Moray[28]
- Maria-Victoria Dragus − Mary Fleming[29]
- Eileen O’Higgins − Mary Beaton[30]
- Izuka Hoyle − Mary Seton
- Liah O’Prey − Mary Livingston
- Alex Beckett − Walter Mildmaj[31]
- Simon Russell Beale − Robert Beale